# СССР на зимних Олимпийских играх 1956
Команду СССР, дебютировавшую на зимних Олимпийских играх 1956 года, составили 53 спортсмена из 11 городов и населённых пунктов 4 союзных республик. Представители сборной Советского Союза участвовали во всех видах олимпийской программы, кроме бобслея и фигурного катания на коньках. Спортсмены завоевали 16 медалей (7 золотых, 3 серебряных и 6 бронзовых), набрав 103 очка в неофициальном командном зачёте и оторвавшись на 36,5 очков от команды Австрии (66,5 очков), занявшей второе место. Впервые в истории сборной СССР было завоёвано золото в коньках, лыжах и хоккее, а в горных лыжах — первая бронза.
27 января лыжник Павел Колчин занял третье место в гонке на 30 км и принёс СССР первую в истории медаль зимних Олимпийских игр. 28 января 26-летняя лыжница Любовь Козырева выиграла дистанцию 10 км и стала первой в истории СССР чемпионкой зимних Олимпийских игр. Чуть позже в тот же день золото завоевал конькобежец Евгений Гришин.

## Медали по видам спорта
| Спорт              | Золото | Серебро | Бронза | Всего |
| ------------------ | ------ | ------- | ------ | ----- |
| Конькобежный спорт | 4      | 1       | 2      | 7     |
| Лыжные гонки       | 2      | 2       | 3      | 7     |
| Хоккей с шайбой    | 1      | 0       | 0      | 1     |
| Горнолыжный спорт  | 0      | 0       | 1      | 1     |

## Медалисты
| Медаль            | Спортсмен | Вид спорта         | Дисциплина                |
| ----------------- | --- | ------------------ | ------------------------- |
| Золото            | Любовь Козырева | Лыжные гонки       | Женщины, гонка 10 км      |
| Золото            | Евгений Гришин | Конькобежный спорт | Мужчины, 500 м            |
| Золото            | Борис Шилков | Конькобежный спорт | Мужчины, 5000 м           |
| Золото            | Евгений Гришин | Конькобежный спорт | Мужчины, 1500 м           |
| Золото            | Юрий Михайлов | Конькобежный спорт | Мужчины, 1500 м           |
| Золото            | Фёдор Терентьев Павел Колчин Николай Аникин Владимир Кузин | Лыжные гонки       | Мужчины, эстафета 4×10 км |
| Золото            | Сборная СССР по хоккею с шайбой \| Николай Пучков \| Григорий Мкртычан \| \| Дмитрий Уколов \| Альфред Кучевский \| \| Генрих Сидоренков \| Николай Сологубов \| \| Иван Трегубов \| Евгений Бабич \| \| Виктор Шувалов \| Всеволод Бобров \| \| Юрий Крылов \| Александр Уваров \| \| Валентин Кузин \| Юрий Пантюхов \| \| Алексей Гурышев \| Николай Хлыстов \| \| Виктор Никифоров \| \| | Хоккей с шайбой    | Мужчины                   |
| Серебро           | Радья Ерошина | Лыжные гонки       | Женщины, гонка 10 км      |
| Серебро           | Рафаэль Грач | Конькобежный спорт | Мужчины, 500 м            |
| Серебро           | Любовь Козырева Алевтина Колчина Радья Ерошина | Лыжные гонки       | Женщины, эстафета 3×5 км  |
| Бронза            | Павел Колчин | Лыжные гонки       | Мужчины, гонка 30 км      |
| Бронза            | Олег Гончаренко | Конькобежный спорт | Мужчины, 5000 м           |
| Бронза            | Олег Гончаренко | Конькобежный спорт | Мужчины, 10000 м          |
| Бронза            | Евгения Сидорова | Горнолыжный спорт  | Женщины, слалом           |
| Бронза            | Павел Колчин | Лыжные гонки       | Мужчины, гонка 15 км      |
| Бронза            | Фёдор Терентьев | Лыжные гонки       | Мужчины, гонка 50 км      |
| Николай Пучков    | Григорий Мкртычан |                    |                           |
| Дмитрий Уколов    | Альфред Кучевский |                    |                           |
| Генрих Сидоренков | Николай Сологубов |                    |                           |
| Иван Трегубов     | Евгений Бабич |                    |                           |
| Виктор Шувалов    | Всеволод Бобров |                    |                           |
| Юрий Крылов       | Александр Уваров |                    |                           |
| Валентин Кузин    | Юрий Пантюхов |                    |                           |
| Алексей Гурышев   | Николай Хлыстов |                    |                           |
| Виктор Никифоров  | |                    |                           |